# Evžen Rakousko-Těšínský
Evžen Rakousko-Těšínský (21. května 1863 Židlochovice – 30. prosince 1954 Merano) byl rakouský arcivévoda z rodu Habsburků, syn arcivévody Karla Ferdinanda Těšínského a arcivévodkyně Alžběty Rakouské. V letech 1894–1923 působil jako velmistr Řádu německých rytířů.

## Život

### Vojenská kariéra
Arcivévoda Evžen se narodil 21. května 1863 na jihomoravském zámku v Židlochovicích. Měl urostlou postavu a připravoval se na vojenskou kariéru na akademii ve Vídeňském Novém Městě, kterou ukončil roku 1877 jako poručík tyrolského císařského mysliveckého pluku. V následujícím období sloužil v různých posádkách rakousko-uherské monarchie u pěchoty i husarů. Rychle postupoval v kariéře a v roce 1916 byl jmenován polním maršálem. Během 1. světové války byl velitelem rakouských vojsk na frontě. V roce 1914 velel 5. armádě (na Balkáně). Od roku 1915 byl velitelem jihozápadní fronty proti Itálii. Mezi roky 1916–1917 velel tyrolské skupině vojsk a 1917–1918 opět na jihozápadní frontě.

### Velmistr Řádu německých rytířů
Evžen byl zároveň členem Řádu německých rytířů. Přísahu složil v roce 1887. Již dva dny po přísaze byl jmenován koadjutorem arcivévody Viléma, tedy zástupcem velmistra řádu s právem nástupnictví. Velmistrem se stal v roce 1894, kdy Vilém zemřel.
Jako velmistr se podílel na zřízení kněžského konventu v Lublani (1896–1897). Zasazoval se s pomocí řádových sester o budování škol a sanitární péči. V letech 1895 až 1905 řídil obnovu moravského hradu Bouzova v reprezentativní sídlo řádu. Jako významný sběratel obohatil nejen bouzovskou galerii, ale také umělecké sbírky na zámku v Bruntále, který byl rovněž v rukou řádu.
Po pádu monarchie se v roce 1919 uchýlil do Švýcarska, kde pobýval až do roku 1934. Nejprve se usadil v Lucernu a později v Basileji. V roce 1921 započal přeměnu rytířského řádu v řád čistě církevní. Roku 1923 rezignoval se svolením papeže Pia XI. na funkci velmistra, aby jako Habsburk neohrožoval existenci řádu v nástupnických zemích monarchie. Tím, že jasně předvídal konec monarchie a zavčas začal připravovat přeměnu řádu, zajistil jeho přežití v nové formě.

### Pozdější léta a závěr života
V roce 1934 se vrátil do Rakouska, kde pobýval jako řádový rytíř v nově vybudovaném konventu Gumpoldskirchen. Roku 1938 nacisté zrušili mužskou větev řádu. Proto až do roku 1945 žil Evžen ve Vídni, kde přečkal 2. světovou válku. Po válce přesídlil do tyrolského Iglsu nedaleko Innsbrucku, kde prožil poslední léta svého života. V roce 1953 celý Innsbruck slavil 90. narozeniny polního maršála.
Arcivévoda Evžen zemřel 30. prosince 1954 v severoitalském Meranu ve věku 91 let, obklopen řádovými bratry. Byl pohřben v kostele sv. Jakuba v Innsbrucku vedle prvního habsburského velmistra řádu Maxmiliána III.

## Vývod z předků
|                           |                                              |  |                               |                                    |  |  |  |  |  |  |  | František I. Štěpán Lotrinský |
|                           |                                              |  |                               |                                    |  |  |  |  |  |  |  |                               |
|                           | Leopold II.                                  |  |                               |                                    |  |  |  |  |  |  |  |                               |
|                           |                                              |  |                               |                                    |  |  |  |  |  |  |  |                               |
|                           |                                              |  |                               | Marie Terezie                      |  |  |  |  |  |  |  |                               |
|                           |                                              |  |                               |                                    |  |  |  |  |  |  |  |                               |
|                           | Karel Ludvík Rakousko-Těšínský               |  |                               |                                    |  |  |  |  |  |  |  |                               |
|                           |                                              |  |                               |                                    |  |  |  |  |  |  |  |                               |
|                           |                                              |  |                               | Karel III. Španělský               |  |  |  |  |  |  |  |                               |
|                           |                                              |  |                               |                                    |  |  |  |  |  |  |  |                               |
|                           | Marie Ludovika Španělská                     |  |                               |                                    |  |  |  |  |  |  |  |                               |
|                           |                                              |  |                               |                                    |  |  |  |  |  |  |  |                               |
|                           |                                              |  |                               | Marie Amálie Saská                 |  |  |  |  |  |  |  |                               |
|                           |                                              |  |                               |                                    |  |  |  |  |  |  |  |                               |
|                           | Karel Ferdinand Rakousko-Těšínský            |  |                               |                                    |  |  |  |  |  |  |  |                               |
|                           |                                              |  |                               |                                    |  |  |  |  |  |  |  |                               |
|                           |                                              |  |                               | Karel Kristián Nasavsko-Weilburský |  |  |  |  |  |  |  |                               |
|                           |                                              |  |                               |                                    |  |  |  |  |  |  |  |                               |
|                           | Fridrich Vilém Nasavsko-Weilburský           |  |                               |                                    |  |  |  |  |  |  |  |                               |
|                           |                                              |  |                               |                                    |  |  |  |  |  |  |  |                               |
|                           |                                              |  |                               | Karolína Oranžsko-Nasavská         |  |  |  |  |  |  |  |                               |
|                           |                                              |  |                               |                                    |  |  |  |  |  |  |  |                               |
|                           | Jindřiška Nasavsko-Weilburská                |  |                               |                                    |  |  |  |  |  |  |  |                               |
|                           |                                              |  |                               |                                    |  |  |  |  |  |  |  |                               |
|                           |                                              |  |                               | Vilém Jiří z Kirchbergu            |  |  |  |  |  |  |  |                               |
|                           |                                              |  |                               |                                    |  |  |  |  |  |  |  |                               |
|                           | Luisa Isabela z Kirchbergu                   |  |                               |                                    |  |  |  |  |  |  |  |                               |
|                           |                                              |  |                               |                                    |  |  |  |  |  |  |  |                               |
|                           |                                              |  |                               | Isabela Augusta Reuss Greiz        |  |  |  |  |  |  |  |                               |
|                           |                                              |  |                               |                                    |  |  |  |  |  |  |  |                               |
| 'Evžen Rakousko-Těšínský' |                                              |  |                               |                                    |  |  |  |  |  |  |  |                               |
|                           |                                              |  |                               |                                    |  |  |  |  |  |  |  |                               |
|                           |                                              |  | František I. Štěpán Lotrinský |                                    |  |  |  |  |  |  |  |                               |
|                           |                                              |  |                               |                                    |  |  |  |  |  |  |  |                               |
|                           | Leopold II.                                  |  |                               |                                    |  |  |  |  |  |  |  |                               |
|                           |                                              |  |                               |                                    |  |  |  |  |  |  |  |                               |
|                           |                                              |  |                               | Marie Terezie                      |  |  |  |  |  |  |  |                               |
|                           |                                              |  |                               |                                    |  |  |  |  |  |  |  |                               |
|                           | Josef Habsbursko-Lotrinský                   |  |                               |                                    |  |  |  |  |  |  |  |                               |
|                           |                                              |  |                               |                                    |  |  |  |  |  |  |  |                               |
|                           |                                              |  |                               | Karel III. Španělský               |  |  |  |  |  |  |  |                               |
|                           |                                              |  |                               |                                    |  |  |  |  |  |  |  |                               |
|                           | Marie Ludovika Španělská                     |  |                               |                                    |  |  |  |  |  |  |  |                               |
|                           |                                              |  |                               |                                    |  |  |  |  |  |  |  |                               |
|                           |                                              |  |                               | Marie Amálie Saská                 |  |  |  |  |  |  |  |                               |
|                           |                                              |  |                               |                                    |  |  |  |  |  |  |  |                               |
|                           | Alžběta Františka Marie Habsbursko-Lotrinská |  |                               |                                    |  |  |  |  |  |  |  |                               |
|                           |                                              |  |                               |                                    |  |  |  |  |  |  |  |                               |
|                           |                                              |  |                               | Fridrich II. Evžen Württemberský   |  |  |  |  |  |  |  |                               |
|                           |                                              |  |                               |                                    |  |  |  |  |  |  |  |                               |
|                           | Ludvík Württemberský                         |  |                               |                                    |  |  |  |  |  |  |  |                               |
|                           |                                              |  |                               |                                    |  |  |  |  |  |  |  |                               |
|                           |                                              |  |                               | Bedřiška Braniborsko-Schwedtská    |  |  |  |  |  |  |  |                               |
|                           |                                              |  |                               |                                    |  |  |  |  |  |  |  |                               |
|                           | Marie Dorotea Württemberská                  |  |                               |                                    |  |  |  |  |  |  |  |                               |
|                           |                                              |  |                               |                                    |  |  |  |  |  |  |  |                               |
|                           |                                              |  |                               | Karel Kristián Nasavsko-Weilburský |  |  |  |  |  |  |  |                               |
|                           |                                              |  |                               |                                    |  |  |  |  |  |  |  |                               |
|                           | Henrietta Nasavsko-Weilburská                |  |                               |                                    |  |  |  |  |  |  |  |                               |
|                           |                                              |  |                               |                                    |  |  |  |  |  |  |  |                               |
|                           |                                              |  |                               | Karolína Oranžsko-Nasavská         |  |  |  |  |  |  |  |                               |
|                           |                                              |  |                               |                                    |  |  |  |  |  |  |  |                               |